# Polyommatus anna
Polyommatus anna är en fjärilsart som beskrevs av Edwards. Polyommatus anna ingår i släktet Polyommatus och familjen juvelvingar. Inga underarter finns listade i Catalogue of Life.